# Nupserha flavipes
Nupserha flavipes är en skalbaggsart som beskrevs av Stefan von Breuning 1951. Nupserha flavipes ingår i släktet Nupserha och familjen långhorningar. Inga underarter finns listade i Catalogue of Life.